# مارکو آنتونیو گونسالس
مارکو آنتونیو گونسالس (اسپانیایی: Marco Antonio González‎؛ زادهٔ ۹ ژوئیهٔ ۱۹۶۶) بازیکن واترپلو اهل اسپانیا بود.